# Institut national des maladies transmissibles
L’Institut national des maladies transmissibles (en anglais : National Institute of Communicable Diseases, NICD) est un institut de santé publique sud-africain. Il est notamment chargé de la veille sanitaire pour contrer l'émergence d'épidémies.
Le NICD a pour objectif principal d'être l'organe national de veille sanitaire des maladies transmissibles (telles que la fièvre de la vallée du Rift par exemple) en Afrique du Sud.